# مطار الجزيرة
مطار الجزيرة (إيكاو: OMRJ) هو مطار خاص تديره نادي الجزيرة للطيران ويقع بالقرب من الجزيرة الحمراء، رأس الخيمة في الإمارات العربية المتحدة. في 29 ديسمبر 2024، تحطمت رحلة جوية أقلعت من مطار الجزيرة وكان من المقرر أن تهبط في نفس المطار قبالة سواحل رأس الخيمة. وفي الحادثة توفي شخصان.